# HMS Loch Killin (K391)
«Лох-Кіллін» (англ. HMS Loch Killin (K391) — військовий корабель, фрегат типу «Лох», замовлення 1943 року, що перебував у складі Королівського військово-морського флоту Великої Британії за часи Другої світової війни.

## Історія створення
Фрегат «Лох-Кіллін» був закладений 2 червня 1943 року на верфі компанії Burntisland Shipbuilding Company у Бернтайленді. 29 листопада 1943 року він був спущений на воду, а 12 квітня 1944 року відразу увійшов до складу Королівських ВМС Великої Британії.

## Історія служби
31 липня 1944 року фрегат «Лох Кіллін» у взаємодії з шлюпом «Старлінг» потопив західніше Лендс-Енда німецький підводний човен U-333. 6 серпня південно-західніше Лор'яна глибинними бомбами та бомбометом «Сквод» «Лох Кілін» затопив U-736.
11 серпня 1944 року, під час патрулювання в Біскайській затоці виявив північно-західніше Ла-Рошель німецький човен U-385, який атакував, але безрезультатно. Того ж дня німецька субмарина була затоплена глибинними бомбами британського шлюпа «Старлінг» і австралійського летючого човна «Сандерленд».
15 квітня 1945 року «Лох Кіллін» у Ла-Манші західніше мису Лендс-Енд затопив протичовновою установкою «Сквод» човен U-1063. 29 членів екіпажу загинули, 17 були врятовані.
Після капітуляції Німеччини в травні 1945 року «Лох-Кіллін» і 17-та ескортна група повернулися на Клайд. У червні корабель був переданий до складу ескортних сил Росайту для супроводу конвоїв до Норвегії, відвідуючи Ставангер, Берген і Тронгейм. У вересні фрегат відплив до Дартмута для виведення з експлуатації.